# Papaipema verona
Papaipema verona är en fjärilsart som beskrevs av Smith 1899. Papaipema verona ingår i släktet Papaipema och familjen nattflyn. Inga underarter finns listade i Catalogue of Life.